# 美國研究操守調查部
研究誠實辦公室（Office of Research Integrity，簡稱ORI）為美國一家研究誠實的政府機構。
ORI立定政策及規範來防止並偵察科學研究行為的失當、也提供相關的教育、及調查由美國公共衛生局（USPHS）所支持的在“生物醫學”與“行為科學”方面之科學研究行為失當的研究。它並定期的出版ORI本身的研究發現。
ORI為美國公共健康與科技局（OPHS）底下的一個研究機構。

## 研究誠實辦公室（DHHS/OS/OPHS/ORI）
研究誠實辦公室提倡由美國公共衛生局所支持的在全球大約4000家“生物醫學”與“行為科學”的研究機構之誠實精神與實踐。ORI也經由教育、預防、及規範性的活動來監測組織協會的“科學研究行為失當”，及促進提升“研究行為的責任”。在組織上，ORI位於美国卫生及公共服务部（DHHS）下屬之衛生與公眾服務部秘書處部門中之美國公共健康與科技局裡。

## 外部連結
- 美國研究誠實辦公室 （页面存档备份，存于）